# Мужской грипп
Мужской грипп (англ. Man flu) — насмешливое пейоративное понятие, подразумевающее, что многие мужчины в то время, когда они страдают простудой в форме назофарингита, ОРВИ, преувеличивают и заявляют, что у них на самом деле грипп. Намёк на то, что женщины так не поступают. Эта фраза, обычно произносимая в Великобритании, касается и других культур.

## Массовая культура
В конце 2006 г. журнал Nuts провёл опрос читателей по этому вопросу через Интернет и подстегнул интерес к этому понятию, которое критиковали как ненаучное и ненадёжное. Высказано предположение, что такое преувеличение равным образом распространено и среди женщин.

Однако, несмотря на наличие или отсутствие какого-либо научного обоснования, мысль о мужском гриппе закрепилась в массовой культуре и стала источником возникновения противоречий во время применения в средствах рекламы.

## Научное обоснование
Некое исследование, опубликованное в 2009 г., стало широко известно тем, что якобы подтвердило мнение о существовании мужского гриппа.
Но многие полагают, что средства массовой информации неправильно поняли и/или неправильно объяснили это научное исследование.
Это исследование никак не затрагивало грипп. Опыт был связан с бактериальной, а не вирусной инфекцией, его провели на генетически изменённых мышах, а не на людях, поэтому его результаты не обязательно переносимы на людей.
По мнению исследователей Кембриджского университета, факторы эволюции привели к тому, что организм самцов стал более уязвим для болезней.
Обследование, выполненное отделом национальной статистики Великобритании в 2010 г., о котором сообщила Всемирная Служба BBC, показало, что женщины в два раза чаще бывают нетрудоспособными по болезни, чем мужчины.
Исследование, проведённое в 2011 г. в университете Квинсленд, Австралия, подтвердило существование мужского гриппа, так как выявило, что женщины в предменструальном периоде обладают более выносливой иммунной системой, чем мужчины. Исследование допускало, что это обусловлено биологической необходимостью для женщин «быть более способными к обеспечению выживания вида».
28 сентября 2011 г. Всемирная Служба BBC посвятила передачу, в которой эксперт на основе своих наблюдений подтверждал существование большей уязвимости иммунной системы организма самцов для инфекций.

## Примечание
1. ↑  Man Flu: A Man's Illness? ABC News Medical Unit. Дата обращения: 24 июля 2011. Архивировано 3 февраля 2012 года.
2. ↑  'Man flu' really exists. Дата обращения: 8 февраля 2007. Архивировано 10 июня 2012 года.
3. ↑  Boynton, Petra. Are reports of "man flu" just Nuts? British Medical Journal (25 ноября 2006). Дата обращения: 8 февраля 2007. Архивировано 28 июля 2009 года.
4. ↑  Boynton, Petra. “Man Flu” – manufacturing an illness to sell a magazine (14 ноября 2006). Дата обращения: 8 февраля 2007. Архивировано из оригинала 10 июня 2012 года.
5. ↑  'Man flu' just as prevalent in women. The New Zealand Herald (20 мая 2007). Дата обращения: 12 сентября 2011. Архивировано 10 июня 2012 года.
6. ↑  'Man flu and other health myths'. (1 октября 2007). Дата обращения: 29 сентября 2011. Архивировано 10 июня 2012 года.
7. ↑  Boots advert should not have been made. Men's Health Forum. Дата обращения: 24 июля 2011. Архивировано из оригинала 10 июня 2012 года.
8. ↑  Alleyne, Richard (12 мая 2009). Men succumb to manflu because women have stronger immune systems, claim scientists. The Daily Telegraph. London. Архивировано 17 мая 2009. Дата обращения: 23 мая 2009.
9. ↑  MacRae, Fiona (13 мая 2009). Man flu is not a myth: Female hormones give women stronger immune systems. Daily Mail. London. Архивировано 15 мая 2009. Дата обращения: 23 мая 2009.
10. ↑  Gender differences in expression of the human caspase-12 long variant determines susceptibility to Listeria monocytogenes infection. Дата обращения: 23 мая 2009. Архивировано 30 августа 2012 года.
11. ↑  media - Bad Science. Дата обращения: 23 мая 2009. Архивировано 30 августа 2012 года.
12. ↑  Man flu: real or myth? NHS. Дата обращения: 24 июля 2011. Архивировано 30 августа 2012 года.
13. ↑  MacRae, Fiona (24 марта 2010). Daily Mail - Why man flu isn't his fault. London. Архивировано 26 марта 2010. Дата обращения: 24 марта 2010.
14. ↑  BBC - Women 'take more sick leave'. BBC News. London. 24 марта 2010. Архивировано 15 марта 2009. Дата обращения: 24 марта 2010.
15. ↑  Man flu really does exist. The Daily Telegraph. London. 25 июня 2011. Архивировано 12 октября 2011. Дата обращения: 29 сентября 2011.
16. ↑  BBC Podcasts — 511, Local Radio